# Roberto Angleró
Roberto Angleró Pepín (* 12. September 1929 in Fajardo; † 28. April 2018 in Kissimmee) war ein puerto-ricanischer Salsakomponist, Sänger und Bandleader.
Angleró wurde von seinem Vater nach New York geschickt, um dort Jura oder Medizin zu studieren. Er nahm dort Schlagzeugunterricht und erlebte Machito und seine Afro-Cubans. Nach dem Militärdienst in San Antonio kehrte er nach Puerto Rico zurück und sang dort in mehreren Gruppen, bis er schließlich Mitglied in Lito Peñas Orquesta Panamericana wurde. Peña und Héctor Urdaneta unterstützten ihn bei
der Komposition seiner ersten Songs wie ¿Qué le pasa a mi chamaca?, El pisotón und La Pared.
Seinen ersten internationalen Erfolg hatte er mit dem Song La  pared, der in verschiedenen Versionen u. a. von Eladio Peguero, Felipe Pirela, Roberto Ledesma, Xiomara Alfaro und Daniel Santos aufgenommen wurde.  1970 gründete er ein eigenes Orchester, mit dem er acht Alben produzierte:
- Roberto Angleró y Su Combo, 1970
- Roberto Angleró y Su Congregación – Guaya Salsa, 1973
- Tierra Negra, de Roberto Angleró, 1979
- Tierra Negra, de Roberto Angleró – Por el color de tu piel, 1980
- Roberto Angleró y su Tierra Negra – La trulla moderna, 1981
- Roberto Angleró y su Tierra Negra, 1981
- Roberto Angleró y su orquesta Tierra Negra, El Apretón, 1982
- Roberto Angleró y Tierra Negra, 1984.

Im Laufe der Jahre komponierte Angleró für zahlreiche lateinamerikanische Musiker, darunter Mario Ortíz, Tommy Olivencia, Roberto Roena, Rafael Cortijo, Johnny López, Willie Rosario, Bobby Valentín, Rafi Val, Ricardo Ray und Bobby Cruz, Paquito Guzmán, Marvin Santiago, Nacho Sanabria, Edgard Nevárez, Ismael Quintana, Marvin Santiago, Pete Rodríguez, Raphy Leavitt, Alex D' Castro, Domingo Quiñones, Edgardo Morales, Frankie Hernández, Gilberto Santa Rosa, Poncho Sánchez, Yolanda Rivera und José Lugo. Zum Nationalen Tag des Salsa 2005 fand in Puerto Rico eine Hommage an Angleró statt, der diese Musik über sechs Jahrzehnte geprägt hatte.